# Iván Castellani
Iván Castellani (* 19. Januar 1991 in Padua, Italien) ist ein argentinischer Volleyballspieler.

## Karriere
Iván Castellani ist der Sohn des heutigen Volleyballtrainers Daniel Castellani, der als Spieler bei den Olympischen Spielen 1988 Bronze gewann. Er spielte selbst zunächst Rugby, bevor er im Alter von dreizehn Jahren zum Volleyball wechselte. Zunächst war er bei UPCN Voley aktiv. Von 2010 bis 2012 spielte der Diagonalangreifer beim Club Ciudad de Bolívar. Mit den argentinischen Junioren wurde er 2011 Vizeweltmeister. Mit der argentinischen Nationalmannschaft erreichte er bei den Olympischen Spielen 2012 das Viertelfinale. Danach wechselte er innerhalb der argentinischen Liga zu PSM Vóley. 2013 ging Castellani nach Frankreich zu Montpellier UC und 2014 nach Italien zu Pallavolo Molfetta. 2015 kehrte er nach Argentinien zurück und spielt jetzt für Deportivo Morón.